# Elmabelen, Yağlıdere
Elmabelen là một xã thuộc huyện Yağlıdere, tỉnh Giresun, Thổ Nhĩ Kỳ. Dân số thời điểm năm 2011 là 369 người.